# Berg-sur-Moselle
Berg-sur-Moselle (fràncic lorenès Bierg) és un municipi francès situat al departament del Mosel·la i a la regió del Gran Est. L'any 2007 tenia 413 habitants.

## Demografia

### Població
El 2007 la població de fet de Berg-sur-Moselle era de 413 persones. Hi havia 152 famílies, de les quals 28 eren unipersonals (20 homes vivint sols i 8 dones vivint soles), 32 parelles sense fills, 76 parelles amb fills i 16 famílies monoparentals amb fills.
La població ha evolucionat segons el següent gràfic:
Habitants censats

### Habitatges
El 2007 hi havia 174 habitatges, 152 eren l'habitatge principal de la família, 12 eren segones residències i 10 estaven desocupats. 166 eren cases i 8 eren apartaments. Dels 152 habitatges principals, 143 estaven ocupats pels seus propietaris, 7 estaven llogats i ocupats pels llogaters i 2 estaven cedits a títol gratuït; 1 tenia una cambra, 9 en tenien tres, 24 en tenien quatre i 118 en tenien cinc o més. 139 habitatges disposaven pel capbaix d'una plaça de pàrquing. A 48 habitatges hi havia un automòbil i a 94 n'hi havia dos o més.

### Piràmide de població
La piràmide de població per edats i sexe el 2009 era:
| Homes | Edats   | Dones |
| ----- | ------- | ----- |
| 0     | 95 o +  | 0     |
| 0     | 90 a 94 | 0     |
| 0     | 85 a 89 | 0     |
| 0     | 80 a 84 | 0     |
| 4     | 75 a 79 | 12    |
| 12    | 70 a 74 | 16    |
| 4     | 65 a 69 | 4     |
| 4     | 60 a 64 | 8     |
| 0     | 55 a 59 | 4     |
| 12    | 50 a 54 | 8     |
| 20    | 45 a 49 | 28    |
| 28    | 40 a 44 | 4     |
| 8     | 35 a 39 | 12    |
| 24    | 30 a 34 | 20    |
| 8     | 25 a 29 | 12    |
| 8     | 20 a 24 | 8     |
| 8     | 15 a 19 | 8     |
| 16    | 10 a 14 | 8     |
| 12    | 5 a 9   | 12    |
| 12    | 0 a 4   | 12    |

## Economia
El 2007 la població en edat de treballar era de 281 persones, 209 eren actives i 72 eren inactives. De les 209 persones actives 200 estaven ocupades (119 homes i 81 dones) i 9 estaven aturades (4 homes i 5 dones). De les 72 persones inactives 9 estaven jubilades, 27 estaven estudiant i 36 estaven classificades com a «altres inactius».

### Ingressos
El 2009 a Berg-sur-Moselle hi havia 157 unitats fiscals que integraven 432 persones, la mediana anual d'ingressos fiscals per persona era de 24.035 €.

### Activitats econòmiques
Dels 6 establiments que hi havia el 2007, 2 eren d'empreses de construcció, 1 d'una empresa de comerç i reparació d'automòbils, 1 d'una empresa immobiliària, 1 d'una empresa de serveis i 1 d'una entitat de l'administració pública.
L'únic servei als particulars que hi havia el 2009 era una agència immobiliària.
L'any 2000 a Berg-sur-Moselle hi havia 6 explotacions agrícoles que ocupaven un total de 246 hectàrees.

## Poblacions més properes
El següent diagrama mostra les poblacions més properes.